# ガルバ

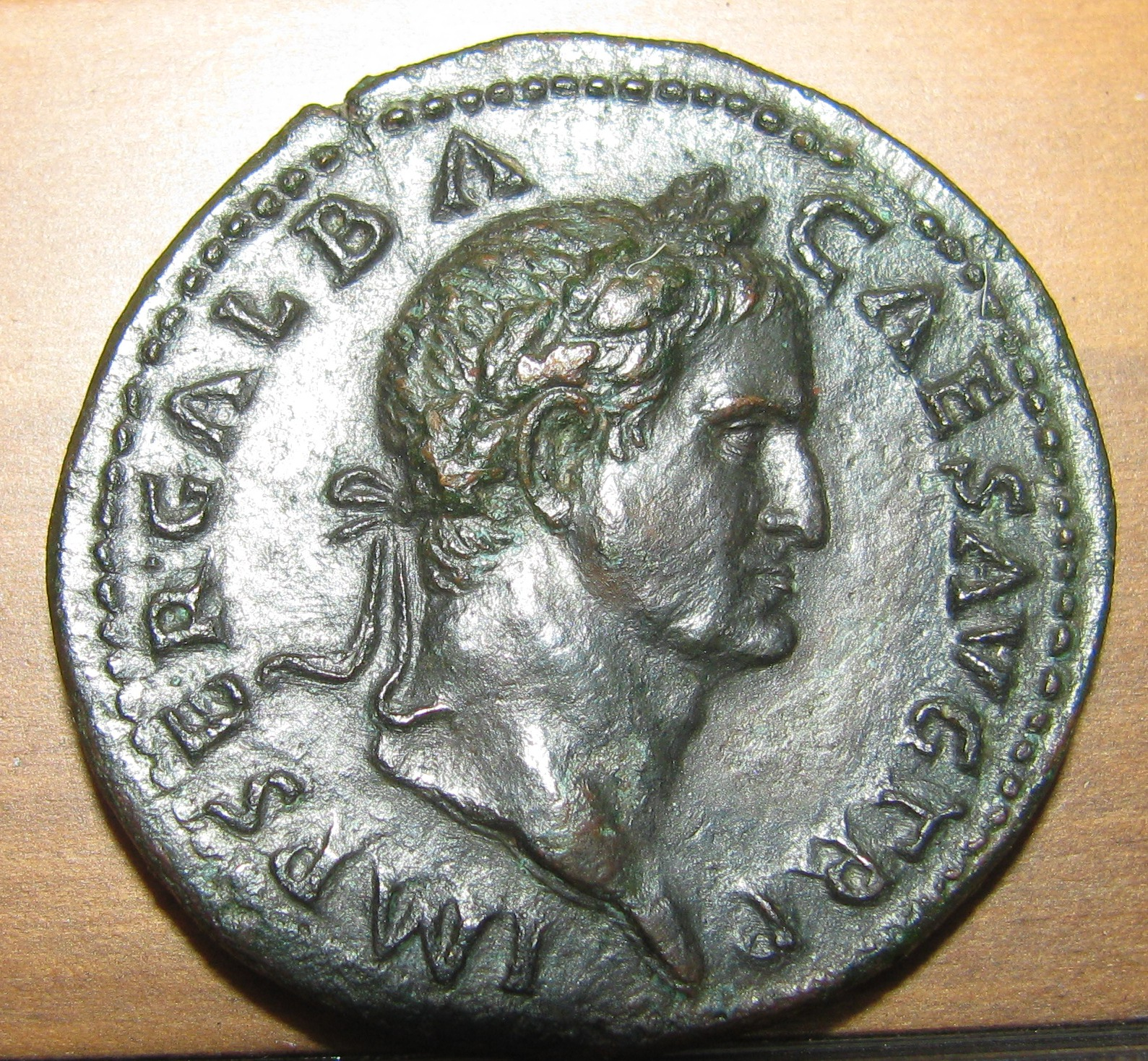
ガルバ - リヨン美術館

セルウィウス・スルピキウス・ガルバ（ラテン語: Servius Sulpicius Galba, 紀元前3年12月24日 - 69年1月15日）は、ローマ帝国の皇帝（在位：68年6月8日 - 69年1月15日）。四皇帝の年（69年）の最初の皇帝である。

## 出自
名門の家系の出自で執政官も経験したガイウス・スルピキウス・ガルバとムンミア・アカイアの間に生まれた。

アウグストゥスやティベリウスに気に入られており、比較的早期から元老院議員として活躍し、執政官（西暦33年）、上ゲルマニア軍団の司令官（40-42年）、アフリカ総督（44-45年）を務めたりもした。

## 皇帝就任
ガルバは順調に出世し、68年にユリウス・クラウディウス朝最後の皇帝ネロへのガリア総督ウィンデクスの反乱が起こった時（なお、この反乱は直後ルキウス・ウェルギニウス・ルフスによって鎮圧された。）は、60年からヒスパニア・タラコネンシスの総督を務めていた。
混乱の中でガルバは人の支持を集め、ルシタニア総督のオトと共にローマに進軍し、このガルバがローマへ向かうとの報に対して元老院はネロを捨て、ガルバを新たな皇帝として認めていた。国賊とされたネロはガルバがローマに入る前に自殺した。
しかし新皇帝になったガルバはネロの放蕩から帝国の財政の再建を図ろうとして支出を抑えようとし、本来なら何らかの恩恵をもらえるはずだったのにもらえなかった人々や皇帝就任時の敵対者として処罰された人々などから恨まれ、同盟者ニンフィディウスの暗殺が起き、さらに69年1月1日、ゲルマニア・スペリオル（上ゲルマニア）属州の2軍団が皇帝への忠誠宣誓を拒む事件が発生。翌日ゲルマニア・インフェリオル（下ゲルマニア）でも反乱がおき、駐在していた軍隊はゲルマニア・インフェリオル総督アウルス・ウィテッリウスをガルバにかわり皇帝に擁立するよう要求した。
これを知ったガルバは元老院議員の支持を得るため、ガルバは今まで仲間だったオトではなく、ローマの貴族ルキウス・カルプルニウス・ピソ・リキニアヌスを後継者に選んだ。

## 最期
こうして後継者から外されたオトは、同じくガルバに不満を持つプラエトリアニ（本来は皇帝就任時に恩賞支給のはずだった）と計らい、ラクス・クルティウスの辺にガルバとピソの父子を殺害し、帝位についた。
殺される際に、ガルバは「一体私がどんな悪いことをしたのか」と問い、「賜金を支払うから数日の猶予をくれ」と懇願したと言われる。一方、進んで首を差し出しながら「さあやれ。突け。それが国家のためと思うなら」と言ったという説もある。

## 評価
タキトゥスはその『同時代史（en:Histories）』にて、ガルバを「もし皇帝になっていなかったら、世評は一致して彼こそ皇帝の器であると認めていたろうに（en:Capax imperii nisi imperasset）」と評している。
一方で、死後には民衆の間でガルバの人気が高まっていたらしい。第1次ベドリアクムの戦いでオトがウィテッリウスに敗れて自殺したことがローマに伝わると、ケレース祭の催し物の観客は、ウィテッリウスに拍手喝采を送り、身を飾った上でガルバの像を持ってあちこちの神殿を廻ったという。